# Voix d’Exils
Voix d’Exils ist ein Online-Medium für die freie Meinungsäusserung von Migranten, die in die Schweiz kommen, und zielt darauf ab, die Beziehung zur Aufnahmegesellschaft zu fördern. Das Medium ist eine Kooperation zwischen dem Walliser Sozialhilfedienst, dem Migrationsdienst Neuchâtel und der Kantonalen MigrantInnen-Institution Kanton Waadt.
Voix d’Exils besteht aus einer Gruppe von Asylsuchenden, die Beschäftigungsprogrammen folgen. Im Allgemeinen sprechen die Teilnehmer die französische Sprache fliessend, haben ein gutes Ausbildungsniveau und übten manchmal das Journalistenmétier in ihrem Land aus. Die Geschichte von Voix d’Exils begann im Jahr 2001 mit der Veröffentlichung eines Papierjournals namens Le requérant. Seit 2010 ist die Publikation ausschliesslich im Internet in Form eines elektronischen Mediums präsent. Es gibt Artikel in französischer, englischer und arabischer Sprache.